# Chlormidazole
Chlormidazole (INN, còn được gọi là clomidazole) được sử dụng như một loại thuốc chống nấm spasmolytic và azole.

## Tổng hợp

Tổng hợp Chlormidazole: Herrling và cộng sự, (1959 đến Grünenthal).